# 盔犀鳥
盔犀鳥是犀鳥科中體型非常大的鳥類。分佈於馬來半島、蘇門答臘、婆羅洲、泰國和緬甸。頭骨約佔其3公斤重量的11%。與任何其他犀鳥不同，其頭骨幾乎是實心的，用於雄性之間的格鬥。

## 描述
盔犀鳥的羽毛大部分是黑色的，除了腹部、腿和尾巴是白色的，尾巴的尖端附近有一條黑色的帶。尾巴很長，中央的兩根尾羽比其他的長得多，使這種鳥的總長度比其他任何犀鳥都長。體長為110—120公分（不包括尾羽），尾羽可使其長度增加50公分。一只雄性體重3.1公斤，而兩只雌性平均體重約為2.7公斤。雖然有時被認為是最大的亞洲犀鳥，但其體重與双角犀鸟相似，且比非洲地犀鳥輕得多。

## 習性

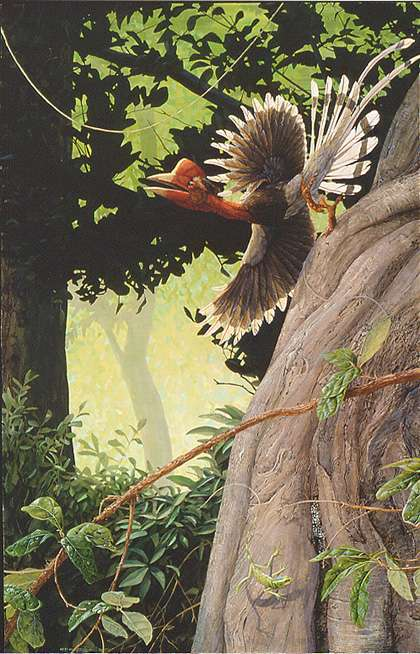
一隻成熟雄性鳥的插圖，可區分其頭骨形狀和紅喉區域

盔犀鳥主要吃絞殺植物的果實。這種鳥每年繁殖一次，產下一隻雛鳥。雌鳥和雛鳥在出生後五個月中會生活在一個密封的樹洞裡。雄性為爭奪領地戰鬥，用它們的頭骨互相撞擊。這種情況被稱為空中格鬥。雌性有時會在空中格鬥中陪伴雄性，但在碰撞時中會轉向相反的方向。

## 状况
在持續的狩獵和棲息地喪失之後，盔犀鳥在2015年的IUCN瀕危物种红色名錄中從近危升級為極危。它被列入CITES附錄I。據保護組織TRAFFIC稱，僅在中國和印度尼西亞，短短三年內就有2170個頭骨被收繳。泰國森林中只剩下不到100隻鳥。在過去的五年裡，至少有546個盔犀鳥的身體部位（主要是頭骨）在泰國Facebook上出售。商人以5000—6000泰銖的價格向村民購買盔犀鳥頭骨。在城市翻倍或三倍出售，在海外銷售時價格呈指數增長。

## 鶴頂紅

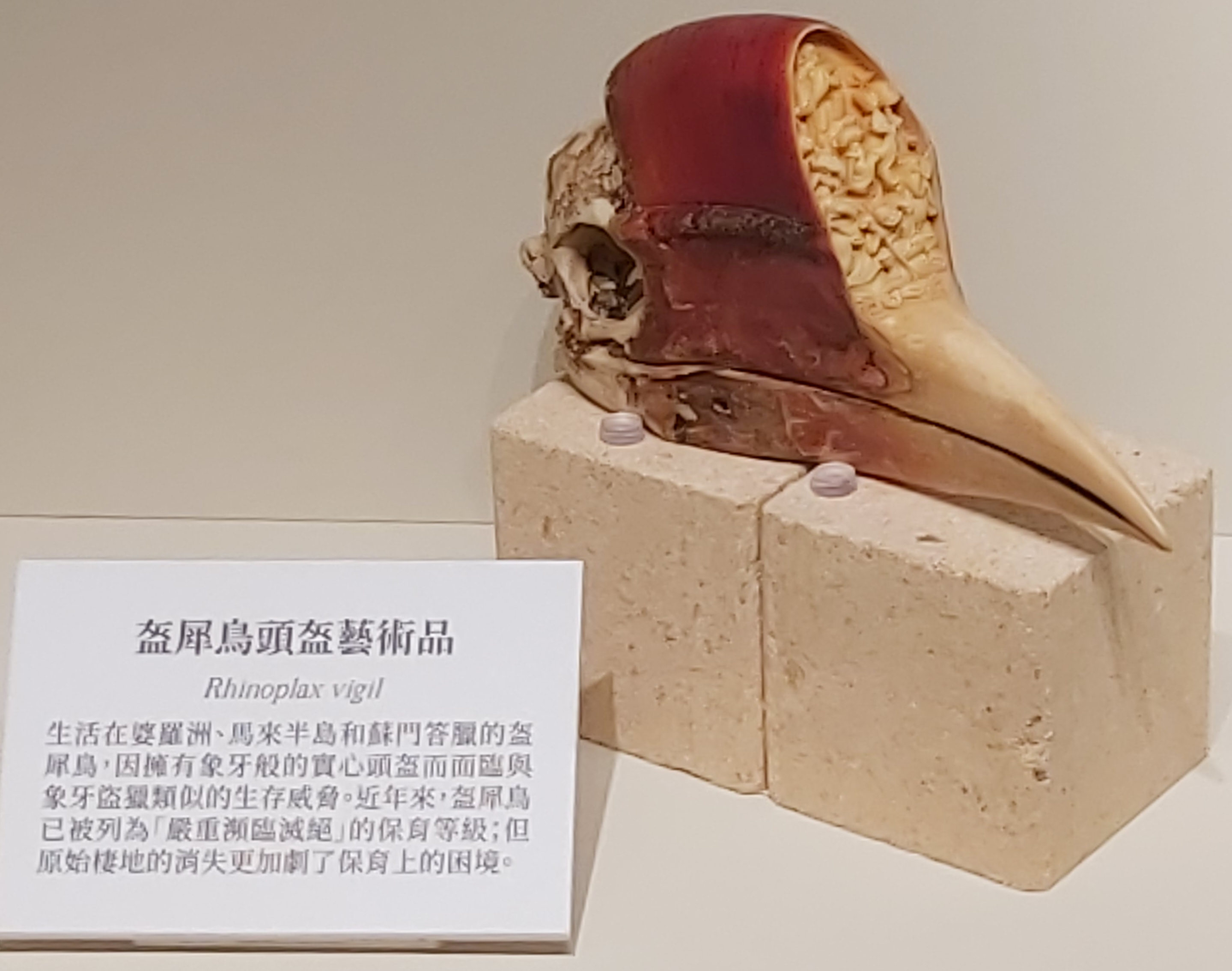
現藏於國立自然科學博物館的盔犀鳥頭胄雕飾，即東亞常見古玩「鶴頂紅」

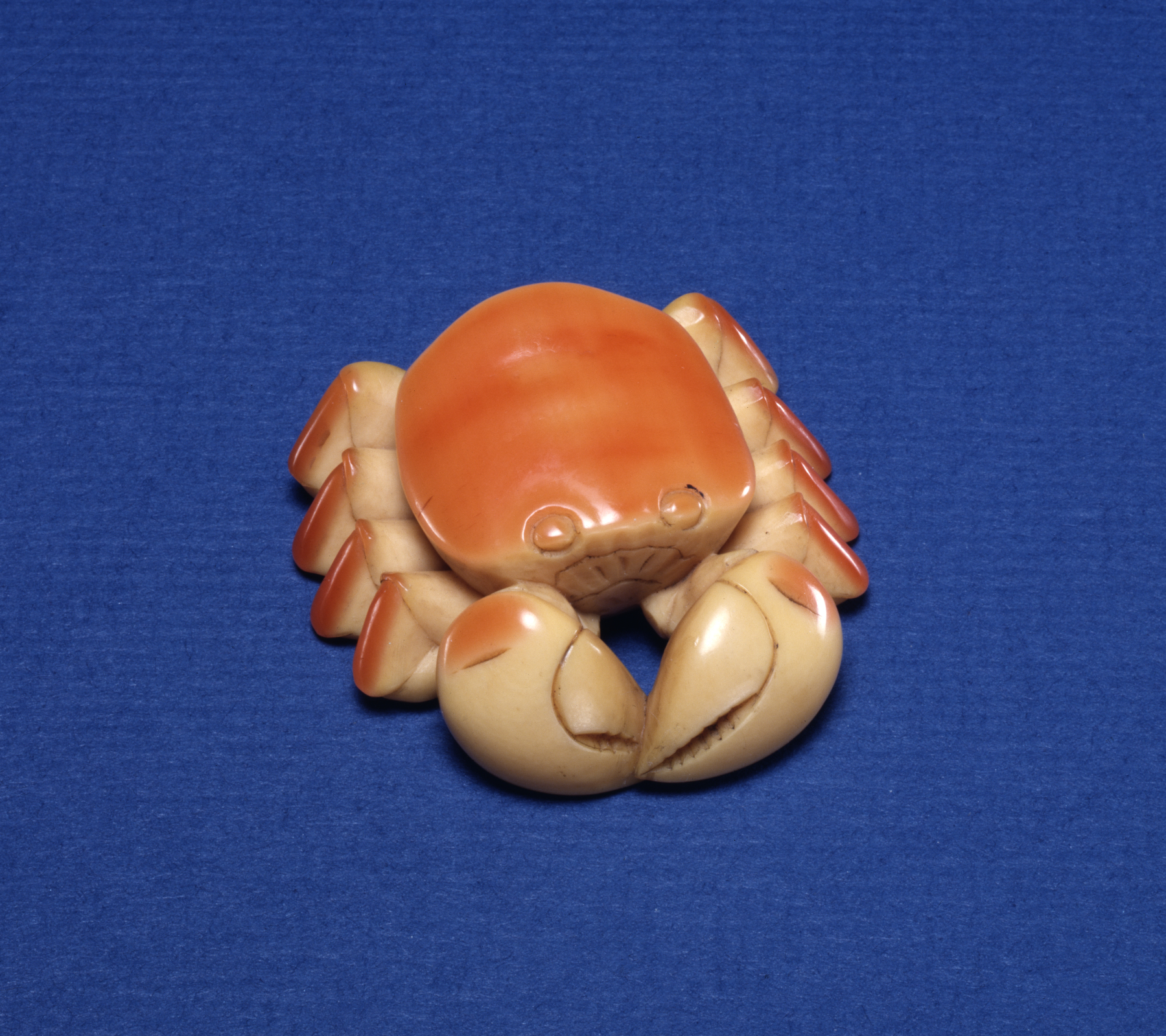
19世紀日本的鶴頂紅腰帶飾物，呈現自然的尾脂腺著色

盔犀鳥的頭骨是鶴頂紅的來源，這是一種珍貴的雕刻材料。土著人還會用其中央尾羽裝飾舞斗篷和頭飾。歷史上，中國和日本的雕刻師也使用過這種材料。

## 延伸閱讀
- Perrins, Christopher (ed.). . Firefly Books. 2003. ISBN 1-55297-777-3.
- Kemp, Allen. . Oxford University Press. 1994. ISBN 0-19-857729-X. Quoted at  的存檔，存档日期2009-03-01.

## 外部連結
- BirdLife Species Factsheet （页面存档备份，存于）
- Photo from PaddleAsia
- Video Helmeted Hornbill （页面存档备份，存于） National Geographic